# Zero (píseň, Yeah Yeah Yeahs)
"Zero" je první vydaný singl americké indie rockové kapely Yeah Yeah Yeahs z jejich třetího alba nazvaného It's Blitz!. Skladba poprvé vyšla 24. února 2009. 11. března 2009 ji rádiová stanice BBC Radio 1 zařadila do svého C Playlistu.

## Seznam skladeb
| CD     | CD                    | CD    |
| Pořadí | Název                 | Délka |
| ------ | --------------------- | ----- |
| 1.     | Zero                  | 4:26  |
| 2.     | Zero (MSTRKRFT Remix) | 4:00  |

| 7-inch #1 | 7-inch #1                | 7-inch #1 |
| Pořadí    | Název                    | Délka     |
| --------- | ------------------------ | --------- |
| 1.        | Zero                     | 4:26      |
| 2.        | Zero (Erol Alkan Rework) | 7:06      |

| 7-inch #2 | 7-inch #2                      | 7-inch #2 |
| Pořadí    | Název                          | Délka     |
| --------- | ------------------------------ | --------- |
| 1.        | Zero                           | 4:26      |
| 2.        | Zero (Animal Collective Remix) | 4:25      |

| Promo CD | Promo CD          | Promo CD |
| Pořadí   | Název             | Délka    |
| -------- | ----------------- | -------- |
| 1.       | Zero (radio edit) | 3:27     |
| 2.       | Zero              | 4:26     |

| iTunes | iTunes                            | iTunes |
| Pořadí | Název                             | Délka  |
| ------ | --------------------------------- | ------ |
| 1.     | Zero                              | 4:26   |
| 2.     | Zero (N.A.S.A. Bloody Lobo Remix) | 5:32   |
| 3.     | Zero (Erol Alkan Rework)          | 4:01   |
| 4.     | Zero (Animal Collective Remix)    | 4:27   |

## Hudební videoklip
Hudební video pro skladbu "Zero" bylo režírované Barneym Clayem. Natáčelo se v různých částech San Francisca: Tenderloin, North Beach a Chinatown. Videoklip začíná záběrem na kapelu připravující se v šatně na nadcházející show. Následuje záběr na zpěvačku Karen O, která prochází skrz oponu a ocitá se v ulicích San Francisca. Následně kráčí po silnici a tancuje, oděna do jejího typického glam rockového oděvu. Na sobě má ještě plášť z průhledného PVC. Ostatní členové kapely hrají ve videu vedlejší role až do té chvíle, než se k nim Karen O v postranní uličce připojí. Ke konci videa vchází kapela do místního obchodu s potravinami, kde v uličkách pokračují v hraní.

## Ocenění
Píseň "Zero" byla jmenována nejlepší skladbou roku 2009 magazíny NME a Spinem. V říjnu roku 2011 se skladba umístila na 39. místě v seznamu "150 nejlepších skladeb za posledních 15 let", který sestavil magazín NME.

## Hitparády
| Hitparády (2009)                     | Nejvyšší pozice |
| ------------------------------------ | --------------- |
| Australian ARIA Singles Chart        | 88              |
| US Billboard Alternative Songs       | 18              |
| US Billboard Hot Rock Songs          | 37              |
| US Billboard Hot Dance Singles Sales | 4               |
| UK Singles Chart                     | 49              |